# Idiomyctus nigrostriata
Idiomyctus nigrostriata är en insektsart som först beskrevs av Synave.  Idiomyctus nigrostriata ingår i släktet Idiomyctus och familjen Tropiduchidae. Inga underarter finns listade i Catalogue of Life.